# Forster Mariengarten
Forster Mariengarten heißt eine Großlage im rheinland-pfälzischen Weinbaugebiet Pfalz.
Die Großlage befindet sich hier im Bereich Mittelhaardt-Deutsche Weinstraße; sie hat eine Größe von 349,5 ha. Ihre Höhe liegt zwischen 117 und 270 m ü. NHN, sie ist zu 7 % steil, zu 50 % hängig und zu 43 % flach. Der Boden besteht aus Lehm, Kalk, Letten, sandigem Ton und sandigem Lehm, außerdem zum Teil aus Basalt, welcher vom nahen Pechsteinkopf stammt. 
Namensgebend für die Weinlage war die barocke Madonnenstatue, welche oberhalb von Forst in der Weinlage steht. Der Besitzer des Weinguts Dr. Deinhard, Ökonomierat Hoch, ließ sie Ende der 1920er-Jahre hier aufstellen.

## Einzellagen

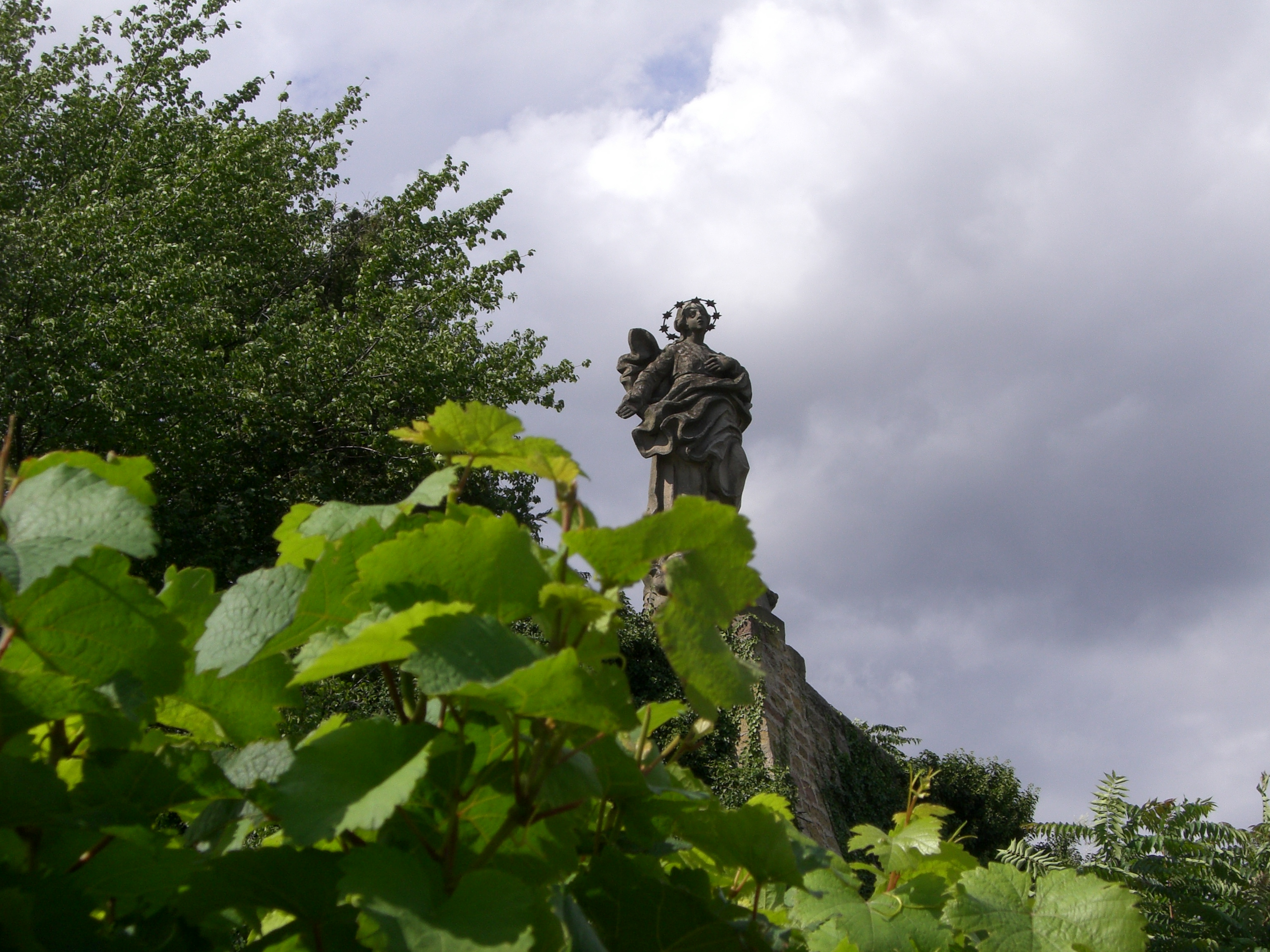
Madonna im Mariengarten

Der Forster Mariengarten besteht aus folgenden Einzellagen:
| Deidesheim - Grainhübel - Herrgottsacker - Hohenmorgen - Kalkofen - Kieselberg - Langenmorgen - Leinhöhle - Mäushöhle - Paradiesgarten | Forst - Elster - Freundstück - Jesuitengarten - Kirchenstück - Musenhang - Pechstein - Ungeheuer | Wachenheim - Altenburg - Belz - Böhlig - Gerümpel - Goldbächel - Rechbächel |